# (80) Sappho
(80) Sappho ist ein Asteroid des inneren Hauptgürtels, der am 2. Mai 1864 vom englischen Astronomen Norman Robert Pogson am Madras Observatory in Indien entdeckt wurde.
Der Asteroid wurde benannt zu Ehren der berühmten griechischen Lyrikerin Sappho (* zwischen 630 und 612 v. Chr.; † um 570 v. Chr.), die sich der Legende nach wegen ihrer unerwiderten Liebe zum jungen Phaon ins Meer stürzte.

## Wissenschaftliche Auswertung
Mit Daten radiometrischer Beobachtungen im Infraroten am Kitt-Peak-Nationalobservatorium in Arizona vom März 1975 wurden für (80) Sappho erstmals Werte für den Durchmesser und die Albedo von 83 km und 0,11 bestimmt. Radarastronomische Untersuchungen am Arecibo-Observatorium vom 26. bis 31. Oktober 1983 bei 2,38 GHz ergaben einen effektiven Durchmesser von 79 ± 10 km. Aus Ergebnissen der IRAS Minor Planet Survey (IMPS) wurden 1992 Angaben zu Durchmesser und Albedo für zahlreiche Asteroiden abgeleitet, darunter auch (80) Sappho, für die damals Werte von 78,4 km bzw. 0,18 erhalten wurden. Mit einer hochaufgelösten Aufnahme mit dem Adaptive Optics (AO)-System am Teleskop II des Keck-Observatoriums auf Hawaiʻi im Infraroten vom 2. August 2007 konnte ein äquivalenter Durchmesser von 72 ± 9 km bestimmt werden. Eine Auswertung von Beobachtungen durch das Projekt NEOWISE im nahen Infrarot führte 2011 zu vorläufigen Werten für den Durchmesser und die Albedo im sichtbaren Bereich von 79,0 km bzw. 0,18. Nach neuen Messungen mit NEOWISE wurden die Werte 2014 auf 68,6 oder 74,3 km bzw. 0,21 oder 0,24 korrigiert. Aus der Beobachtung von drei Sternbedeckungen durch den Asteroiden konnte in einer Untersuchung von 2020 für (80) Sappho ein Durchmesser von 68,7 ± 5,7 km bestimmt werden.

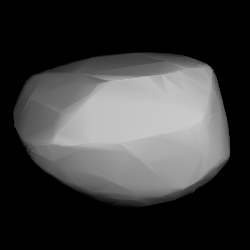
Berechnetes 3D-Modell von (80) Sappho

Photometrische Beobachtungen von (80) Sappho fanden erstmals statt am 2. und 21. September 1976 am Osservatorio Astronomico di Torino in Italien. Die über jeweils nur wenige Stunden erfassten Lichtkurven konnten nicht zu einer Rotationsperiode ausgewertet werden, es wurde dafür nur ein grober Wert von mindestens 20 Stunden angenommen. Bei neuen Messungen vom 26. bis 29. Mai 1979 am Table Mountain Observatory in Kalifornien wurde allerdings eine Periode von 14,05 h abgeleitet. Beobachtungen in drei Nächten vom 10. November 1983 bis 7. Januar 1984 am Osservatorio Astronomico di Collurania-Teramo in Italien konnten wieder nicht zu einer definitiven Rotationsperiode ausgewertet werden, als am wahrscheinlichsten erschien aber ein Wert von etwa 14 h. Dies konnte durch eine neue Beobachtung von (80) Sappho vom 5. bis 8. Januar 1988 am La-Silla-Observatorium in Chile bestätigt werden: Aus der über eine vollständige Periodizität aufgezeichneten Lichtkurve ergab sich eine Rotationsperiode von 14,03 h.
Eine Untersuchung von 1993 bestimmte aus der archivierten Lichtkurve zwei Lösungen für die räumliche Lage der Rotationsachse mit einer prograden Rotation und die Achsenverhältnisse eines dreiachsig-ellipsoidischen Gestaltmodells des Asteroiden. Für die Rotationsperiode wurde ein Wert von 14,0387 h erhalten. Aus archivierten Daten des Uppsala Asteroid Photometric Catalogue (UAPC) konnte in einer Untersuchung von 2009 für den Asteroiden erneut ein Gestaltmodell und zwei alternative Lösungen für die Position der Rotationsachse, nun allerdings für eine retrograde Rotation, mit einer Rotationsperiode von 14,03087 h bestimmt werden. Durch die Auswertung von Beobachtungen einer Sternbedeckung durch den Asteroiden am 4. Juni 2010 in Westeuropa konnte dann in einer Untersuchung von 2011 aus den zuvor bestimmten alternativen Rotationsachsen eine eindeutige ausgewählt und für den äquivalenten Durchmesser ein Wert von 67 ± 11 km angegeben werden.
Neue photometrische Beobachtungen des Asteroiden vom 26. April bis 9. Mai 2010 am Organ Mesa Observatory in New Mexico ergaben eine Rotationsperiode von 14,025 h. Mit dem neuen Algorithmus All-Data Asteroid Modeling (ADAM) wurde dann 2017 ein Gestaltmodell erstellt, das alle verfügbaren photometrischen, photographischen und sternbedeckungsbasierten Daten in Verbindung mit hochaufgelösten Infrarot-Aufnahmen des Keck-II-Teleskops auf Hawaiʻi vom August 2007 (siehe oben) und Juni 2010 reproduziert. Für die Rotationsachse wurde eine verbesserte Position bestimmt und die Rotationsperiode zu 14,03086 h berechnet. Für die Größe gab es nur eine dürftige Schätzung zu einem volumenäquivalenten Durchmesser von 66 ± 8 km. Im Jahr 2021 wurde aus archivierten Daten und photometrischen Messungen von Gaia DR2 erneut eine Rotationsachse mit retrograder Rotation berechnet. Die Rotationsperiode wurde dabei zu 14,03087 h bestimmt.
Zwischen 2012 und 2018 wurden mit der All-Sky Automated Survey for Supernovae (ASAS-SN) auch photometrische Daten von 20.000 Asteroiden aufgezeichnet. Auf mehr als 5000 davon konnte erfolgreich die Methode der konvexen Inversion angewendet werden, darunter auch (80) Sappho, für die in einer Untersuchung von 2021 ein verbessertes dreidimensionales Gestaltmodell für eine Rotationsachse mit retrograder Rotation und einer Periode von 14,0309 h berechnet wurde. Aus archivierten Daten des Asteroid Terrestrial-impact Last Alert System (ATLAS) aus dem Zeitraum 2015 bis 2018 konnte in einer Untersuchung von 2022 mit der Methode der konvexen Inversion eine Rotationsperiode von 14,0312 h berechnet werden.

## Trivia
Der Name des Asteroiden wurde 1945 verwendet für die Taufe des US-amerikanischen Angriffsfrachtschiffs (Attack Cargo Ship) der Artemis-Klasse USS Sappho (AKA-38).